# Agavé (Néréide)
Pour les articles homonymes, voir Agave (homonymie).
Dans la mythologie grecque, Agavé ou Agaué (en grec ancien : Ἀγαυή / Agauḗ) est une Néréide, fille de Nérée et de Doris, citée par Apollodore, Hésiode, Homère et Hygin dans leurs listes de Néréides. Elle est une des douze Néréides à apparaître sur les quatre listes.

## Étymologie
Son nom vient du grec ancien ἀγαυός, qui signifie « digne d'admiration » ou « l'illustre ».
Le nom de la déesse peut également être écrit Agavé qu’Agaué en alphabet moderne. En effet, la lettre ‹ u › n'existait pas dans l'antiquité, ‹ v › étant utilisé de manière égale pour les sons u ou v.

## Famille
Ses parents sont le dieu marin primitif Nérée, surnommé le vieillard de la mer, et l'océanide Doris. Elle est l'une de leur multiples filles, les Néréides, généralement au nombre de cinquante, et a un frère unique, Néritès. Pontos (le Flot) et Gaïa (la Terre) sont ses grands-parents paternels, Océan et Téthys ses grands-parents maternels.

## Mythologie
Agavé est mentionnée comme l'une des 32 Néréides qui se rassemblent sur la côte de Troie, remontant des profondeurs de la mer pour pleurer avec Thétis la mort future de son fils Achille dans l’Iliade d'Homère.

### Déluge
Agavé apparait dans les Dionysiaques de Nonnos lors de l'épisode du Déluge :

« [Pendant le Grand Déluge], la mer monta jusqu'à ce que les Néréides deviennent des Oréades sur les collines dominant les bois. (...) Le roi de la mer, Neptune, à l'aspect de la terre entière secouée par une main plus puissante, jette loin de lui son arme, et ne sait plus, dans sa colère, quel sol il ébranlera de son trident. Les Néréides, en bataillons, rasent en nageant les flots tumultueux ; Thétis les traverse, emportée sur la croupe verdâtre d'un Triton à la large barbe; loin de ses abîmes, Agavé guide au milieu des airs un thon qui la porte sur son dos de poisson et, fendant les ondes qui assiégent la colline, un dauphin exilé des mers soulève Doris et l'emporte. »

## Évocation moderne

### Botanique
Le genre Agave ne tient pas son nom de la néréide Agavé mais serait plutôt une référence à Agavé, tante de Dionysos, qui a instauré le culte de ce dernier, lié au vin, par analogie avec la boisson alcoolisée fabriquée à partir de certaines espèces du genre.